# Gregorio IV
Gregorio IV (* Roma, (¿?)-† 11 de enero de 844) fue el 101.er papa de la Iglesia católica, de 827 a 844.
Hijo de un patricio romano, ejercía las funciones de presbítero en Roma cuando ocupó el solio pontificio. Elegido papa poco después de la muerte de Valentín, no fue ordenado obispo hasta el 5 de enero de 828 por esperar la confirmación imperial.
Manifestó resistencia para aceptar el pontificado siendo necesario llevarle por fuerza desde la iglesia de San Cosme y San Damián en donde se encontraba.
Reedificó el puerto de Ostia, lo fortificó con murallas y castillos y le dio el nombre de Gregorio Polis. 

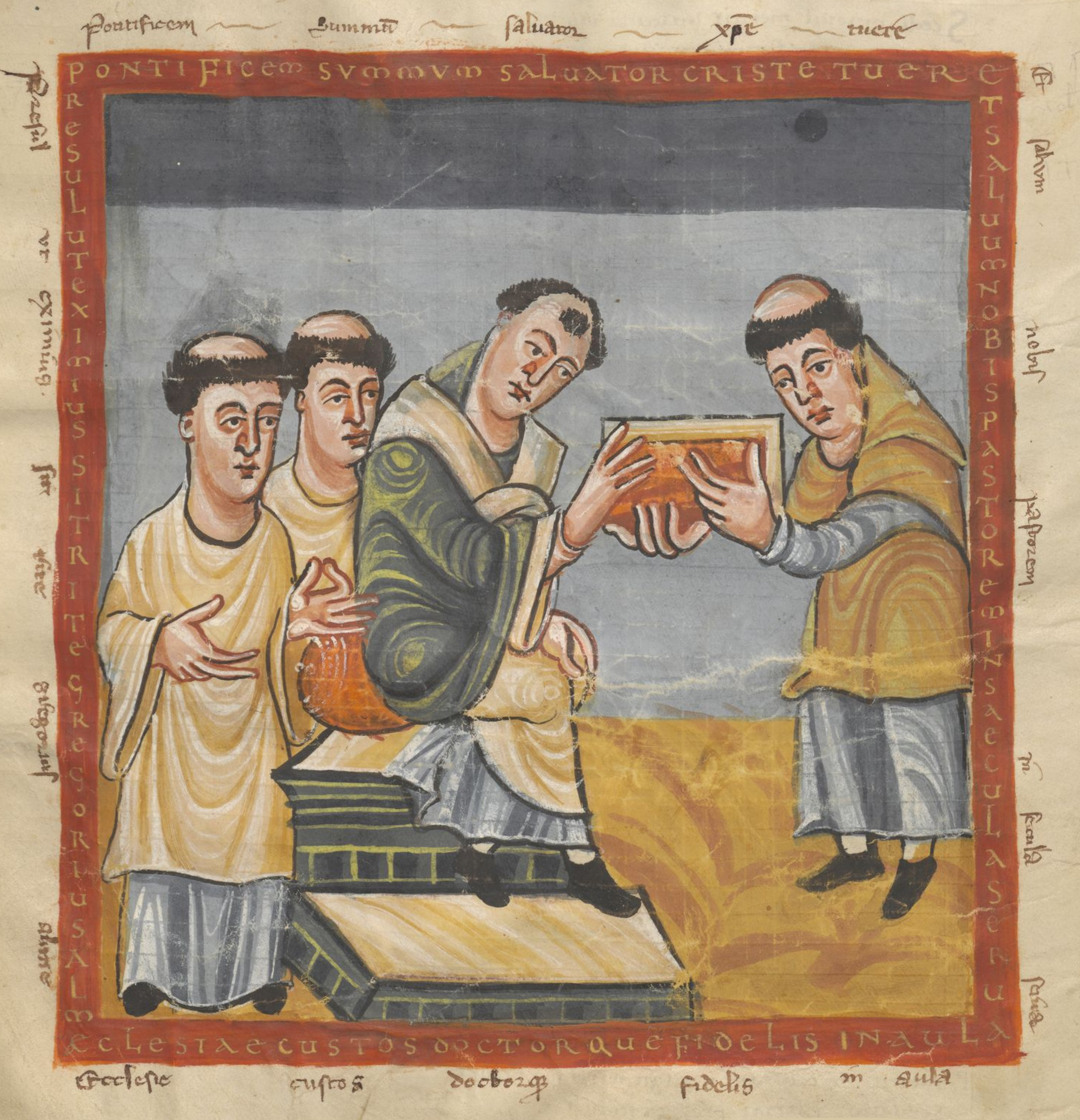
Rabano Mauro presenta sus trabajos a Gregorio IV, c. 831

A pesar del juramento de fidelidad que había prestado al emperador Luis el Piadoso, se unió a Lotario I en la rebelión contra su padre, auxiliado por los dos hijos del primer matrimonio y le acompañó en el viaje que al frente de su ejército hizo a Francia para destronar a Luis. La mayoría de los obispos franceses defendió a su legítimo soberano y habiendo sabido que Gregorio pensaba lanzar la excomunión contra ellos, los obispos le escribieron una enérgica carta en la que le decían que para nada dependían del papa en los asuntos interiores y peculiares de la iglesia gala y que si Gregorio los excomulgaba, todos se separarían de él, despreciando los cánones. 
El papa hizo que uno de los de su partido escribiese una Memoria en sentido contrario y él mismo se dirigió a los obispos exaltando hasta lo sumo la dignidad papal con poder muy superior al secular por lo que estaban ellos obligados a obedecer sus órdenes aun en contraposición a las del emperador. Los hijos rebeldes, auxiliados por el Papa consiguieron destronar a su padre, imponerle penitencia pública y recluirle en un monasterio hasta que la discordia misma de los hijos volvió a colocar a Luis en el trono imperial.